# Therion (Gattung)
Therion ist eine Schlupfwespengattung in der Unterfamilie Anomaloninae. Das Taxon geht auf den englischen Entomologen John Curtis im Jahr 1829 zurück. Der Gattungsname leitet sich von dem altgriechischen Begriff θηρίον (Therion) für „kleines Tier“ ab. Typusart ist Ichneumon circumflexus Linnaeus, 1758. Die Gattung wird der Tribus Gravenhorstiini zugeordnet. In Deutschland ist die Gattung mit drei Arten vertreten: T. brevicorne, T. circumflexum und T. ericae.

## Merkmale
Die Schlupfwespen der Gattung Therion sind im Allgemeinen groß, mit Flügellängen zwischen 6,6 und 17,8 mm, und weisen eine auffällige Färbung auf. Die Vertreter der Gattung zeichnen sich durch folgende Merkmale aus: Sie besitzen einen apikal gestutzten Clypeus ohne einen spitzen Vorsprung oder Zahn. Weiterhin befindet sich am unteren Vorderrand des Pronotums ein kleiner spitzer Zahn. Der postpektale Kiel (carina) vor der mittleren Coxa ist unterbrochen. Die Postnervulus-Flügelader trifft etwa auf halber Länge auf die Diskokubitalzelle. Die hinteren Tarsen der Männchen weisen  auf den Gliedern 2–4 ventral Längskiele auf.

## Lebensweise
Die Schlupfwespen der Gattung Therion sind solitäre koinobionte Endoparasitoide von Raupen verschiedener Schmetterlingsfamilien. Das Weibchen sticht ein Ei in die Wirtsraupe. Die geschlüpfte Schlupfwespenlarve ernährt sich von der Wirtsraupe. Diese fertigt noch einen Kokon an, um sich in diesem zu verpuppen. Die Wirtslarve stirbt jedoch zu Beginn der Verpuppungsphase. Die Schlupfwespenlarve verpuppt sich im Wirtskokon. Die fertige Schlupfwespe verlässt schließlich das Wirtskokon.

## Systematik und Verbreitung
Die Gattung Therion umfasst etwa 24 rezente beschriebene Arten. Die Gattung ist in der Holarktis, Neotropis, Orientalis und in Australasien vertreten.
Im Folgenden eine Liste der Arten:
- Therion acronictum Pénigot, 2021 – östliches Skandinavien
- †Therion brachypodicum Zhang, Sun & Zhang, 1994 – Miozän, Shanwang (China)
- Therion brevicorne (Gravenhorst, 1829) – Europa
- Therion californicum (Cresson, 1879) – Nearktis
- Therion carinatum Shimizu & Bennett, 2017 – Ostpaläarktis
- Therion circumflexum (Linnaeus, 1758) – Holarktis
- Therion ericae Bauer, 1967 – Alpen
- Therion fuscipenne (Norton, 1863) – Nearktis
- Therion giganteum (Gravenhorst, 1829) – Westpaläarktis
- †Therion inusitatum (Brues, 1910) – Tertiär, Florissant (Colorado, USA)
- Therion magnum Dasch, 1984 – Nearktis
- Therion minutum Dasch, 1984 – Nearktis
- Therion morio (Fabricius, 1781) – Nearktis
- Therion mussouriense (Cameron, 1897) – Orientalis
- Therion nigrigasterum Shimizu, Bennett & Ito, 2017 – Ostpaläarktis
- Therion nigripes Dreisbach, 1947 – Nearktis
- Therion nigrovarium (Brulle, 1846) – Nearktis
- Therion petiolatum (Davis, 1898) – Nearktis
- Therion ranti Porter, 1999 – Neotropis
- Therion rufomaculatum (Uchida, 1928) – Ostpaläarktis
- Therion sassacus Viereck, 1917 – Nearktis
- Therion tarsatum (Shestakov, 1923) – europ. Teil Russlands
- Therion tenuipes (Norton, 1863) – Nearktis
- Therion texanum (Ashmead, 1890) – Nearktis
- Therion unguiculum Gauld, 1978 – Australasien
- Therion wileyi Porter, 1999 – Neotropis